# L'anguilla
L'anguilla (giapponese: うなぎ, Unagi) è un film del 1997 diretto da Imamura Shohei, con Kōji Yakusho, Misa Shimizu, Mitsuko Baishō e Akira Emoto, vincitore della Palma d'oro come miglior film al 50º Festival di Cannes ex aequo con Il sapore della ciliegia di Abbas Kiarostami.

## Trama
Di ritorno da una nottata passata a pescare, Yamashita trova la moglie a letto con l'amante. Rimasto sconvolto, decide di ucciderla in modo violento, aiutandosi con un coltello. Costituitosi immediatamente alla polizia, viene incarcerato: rimarrà rinchiuso per otto anni.
In prigione, aveva imparato il mestiere di barbiere, e decide così di aprire un negozio in un paese di pescatori. L'episodio che ha cambiato la sua vita, tuttavia, segna ancora profondamente il suo modo di relazionarsi con gli altri, e soprattutto con le donne.
Ciò sarà evidente soprattutto quando avrà a che fare con la sua aiutante in bottega, Keiko, che gli ricorda molto la moglie uccisa: nonostante lei provi un'attrazione per Yamashita, il protagonista rimarrà freddo nei suoi confronti, rifugiandosi piuttosto in un inconsueto rapporto con una anguilla che gli aveva fatto compagnia durante i tempi della prigione.

## Premi e riconoscimenti
- Festival di Cannes 1997: Palma d'oro